# سکویا هولمز
سکویا هولمز (انگلیسی: Sequoia Holmes؛ زادهٔ ۱۳ ژوئن ۱۹۸۶) بازیکن بسکتبال اهل ایالات متحده آمریکا است.
وی در مسابقات کشوری و بین‌المللی در مجموع برندهٔ ۱ مدال طلا، ۱ مدال نقره شده‌است.